# 31 января
31 января — 31-й день года  по григорианскому календарю.
До конца года остаётся 334 дня (335 дней в високосные годы).
До 15 октября 1582 года — 31 января по юлианскому календарю, с 15 октября 1582 года — 31 января по григорианскому календарю.
В XX и XXI веках соответствует 18 января по юлианскому календарю.

## Праздники и памятные дни
См. также: Категория:Праздники 31 января

### Национальные
- Науру — День Независимости.

### Религиозные
Католицизм
 — Память святого Джованни Боско;
 — Память святой Марцеллы;
 — Память святого Джиминьяно;
 — Память святой Людовики Альбертони;
 — Память святой Ульфии Амьенской.
 Православие
⟨Русская православная церковь⟩
 — Память святителей Афанасия Великого (373) и Кирилла (444), архиепископов Александрийских;
 — Память преподобных схимонаха Кирилла и схимонахини Марии (ок. 1337), родителей преподобного Сергия Радонежского;
 — Память преподобного Маркиана Кирского (ок. 388);
 — Память преподобного Афанасия Сяндемского, Вологодского (ок. 1550);
 — Память преподобного Афанасия Наволоцкого (XVI—XVII);
 — Память священномученика Михаила Каргополова, пресвитера (1919);
 — Память священномученика Евгения Исадского, пресвитера (1930);
 — Память священномучеников Владимира Зубковича, Николая Красовского, Сергия Лебедева, Александра Русинова, пресвитеров (1938).

### Именины
- Католические: Джиминьяно, Джованни, Людовика, Марчелла.
- Православные: Александр, Афанасий, Владимир, Дмитрий, Евгений, Емельян, Ефрем, Иларион, Кириак, Кирилл, Ксения, Максим, Мария, Маркиан, Михаил, Николай, Сергей, Феодосия.

## События

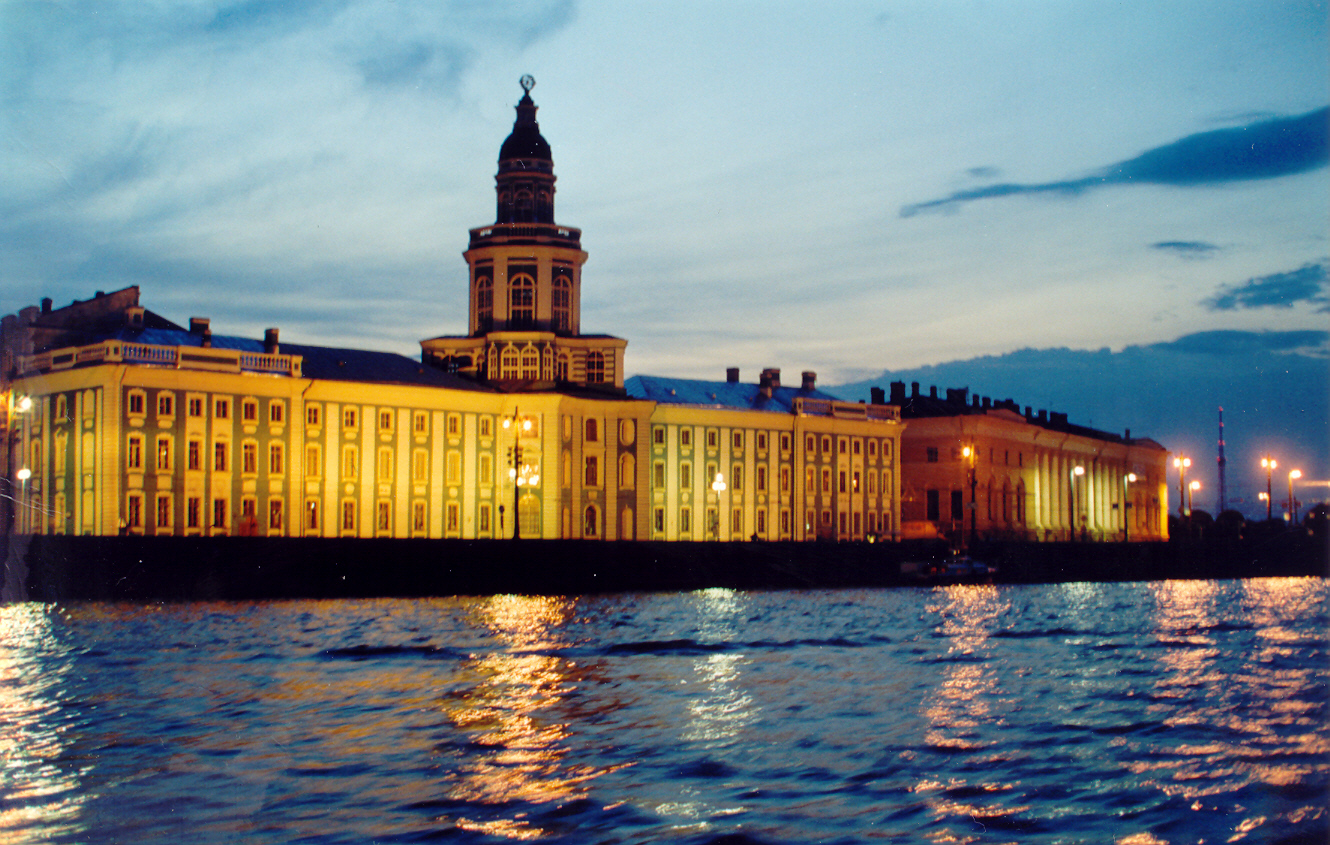
Кунсткамера, Санкт-Петербург

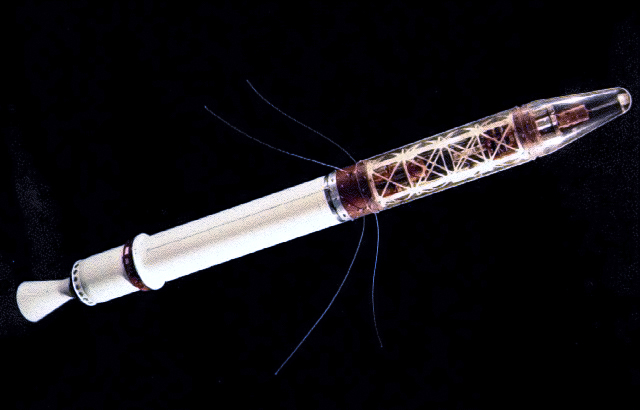
«Эксплорер-1» в космосе

См. также: Категория:События 31 января

### До XX века
- 1208 — битва под Леной в Швеции.
- 1578 — битва при Жамблу на территории современной Бельгии: испанцы разбили фламандских повстанцев.
- 1605 — Смутное время: битва при Добрыничах, решительная победа царских войск над армией Лжедмитрия I.
- 1714
  - Пётр I учредил в Летнем дворце Санкт-Петербурга «Государев кабинет» — Кунсткамеру, старейший музей России.
  - Пётр I издал указ об обучении дворянских детей «цыфири и геометрии»; «не постигшим основ знаний» запрещалось жениться.

### XX век
- 1901 — премьера пьесы Чехова «Три сестры» в Художественном театре.
- 1915 — Первая мировая война: битва при Болимове, первая попытка применения немецкими войсками химического оружия в значительных масштабах[3].
- 1916 — основан Нижегородский государственный университет.
- 1921 — началось крестьянское восстание в Сибири (Ишимское), причиной которого стало недовольство экономической политикой советской власти.
- 1924 — на 2-м съезде Советов СССР была утверждена окончательная редакция первой конституции СССР.
- 1932 — запущена первая доменная печь Магнитогорского металлургического комбината.
- 1941 — Вторая мировая война: начало битвы при Куфре в Северной Африке.
- 1943
  - Премьера в Вене «Divertimento, nach François Couperin» op. 86 Рихарда Штрауса.
  - Вторая мировая война: нацистами уничтожено гетто в Пружанах.
  - Вторая мировая война: фельдмаршал Паулюс сдался под Сталинградом советским войскам.
- 1944
  - Вторая мировая война: битва за Кваджалейн.
  - Вторая мировая война: американская подлодка потопила японскую плавучую базу подлодок «Ясукуни-мару», погибло более 1100 человек.
- 1955 — в США продемонстрирована работа первого музыкального синтезатора[4].
- 1958 — запущен «Эксплорер-1», первый американский спутник.
- 1968
  - Провозглашена независимость Республики Науру, крошечного государства в центральной части Тихого океана.
  - Вьетнамская война: партизаны НФОЮВ при поддержке северовьетнамской армии начали Тетское наступление.
- 1971 — Катастрофа Ан-12 под Сургутом.
- 1989 — закрыто американское посольство в Кабуле (Афганистан).
- 1990 — в Москве на Пушкинской площади (Большая Бронная, 29), открылся первый McDonald’s в СССР.
- 1992 — первый выпуск российского ток-шоу «Тема».
- 1992 — Совет министров иностранных дел стран-участниц СБСЕ принял в члены СБСЕ 10 государств СНГ.
- 1994
  - Установлены дипломатические отношения между Россией и Княжеством Лихтенштейн.
  - Установлены дипломатические отношения между Россией и Македонией.
- 2000 — в Тихий океан под Лос-Анджелесом упал MD-83 компании Alaska Airlines, погибли 88 человек.

### XXI век
- 2001 — в небе Японии едва не столкнулись два авиалайнера компании Japan Airlines.
- 2009 — в Республике Коми сгорел Дом ветеранов. Все проживающие интерната (23 человека) погибли при пожаре.
- 2013 — взрыв в башне Pemex в Мехико.
- 2020 — выход Великобритании из Европейского союза (Brexit).
- 2021 — вторые по счёту протесты в поддержку Алексея Навального.

## Родились

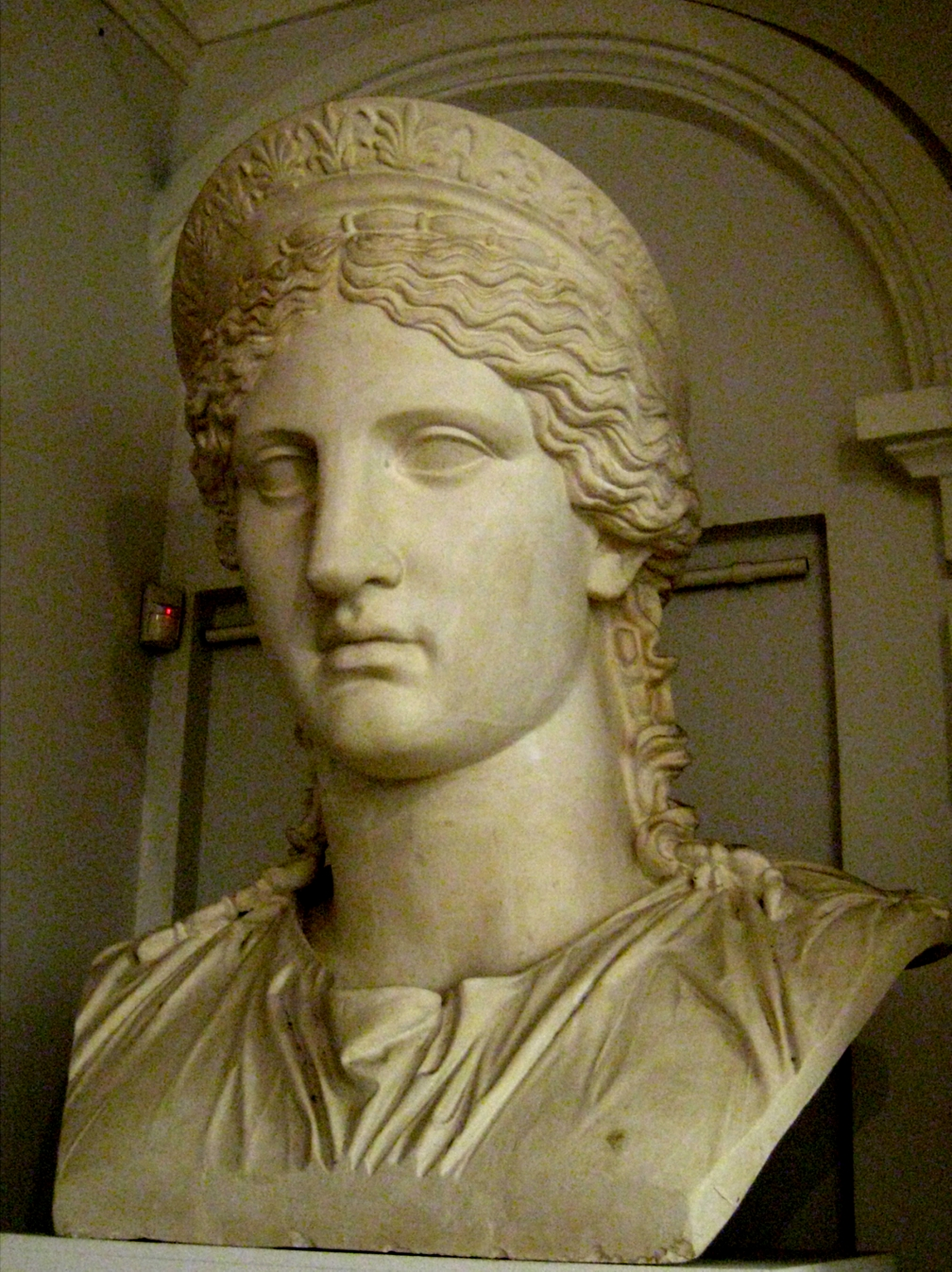
Антония Младшая

См. также: Категория:Родившиеся 31 января

### До XIX века
- 36 год до н. э. — Антония Младшая (ум. 37 год н. э.), римская матрона, мать военачальника Германика и императора Клавдия.
- 1543 — Токугава Иэясу (ум. 1616), правитель Японии (1603—1605), основатель династии сёгунов Токугава.
- 1672 — Григорий Чернышёв (ум. 1745), русский военачальник, государственный деятель, сподвижник Петра I.
- 1684 — Луи Каравак (ум. 1754), французский живописец, придворный портретист российских императоров.
- 1715 — Клод Адриан Гельвеций (ум. 1771), французский философ-материалист, литератор.
- 1769 — Андре Жак Гарнерен (ум. 1823), французский воздухоплаватель, первый в мире парашютист.
- 1797 — Франц Шуберт (ум. 1828), австрийский композитор.

### XIX век

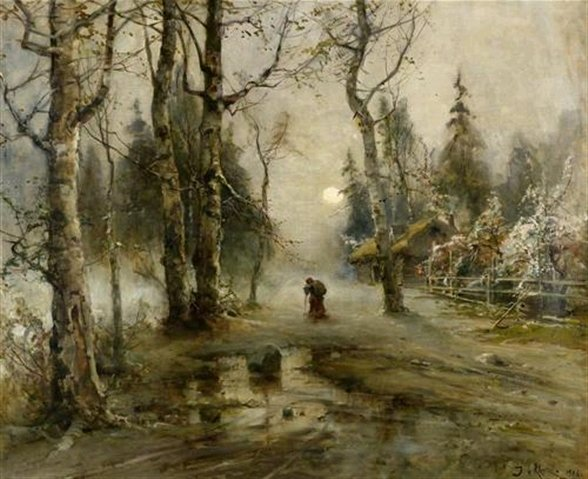
Юлий Клевер. Лесной пейзаж со сборщицей хвороста, 1906

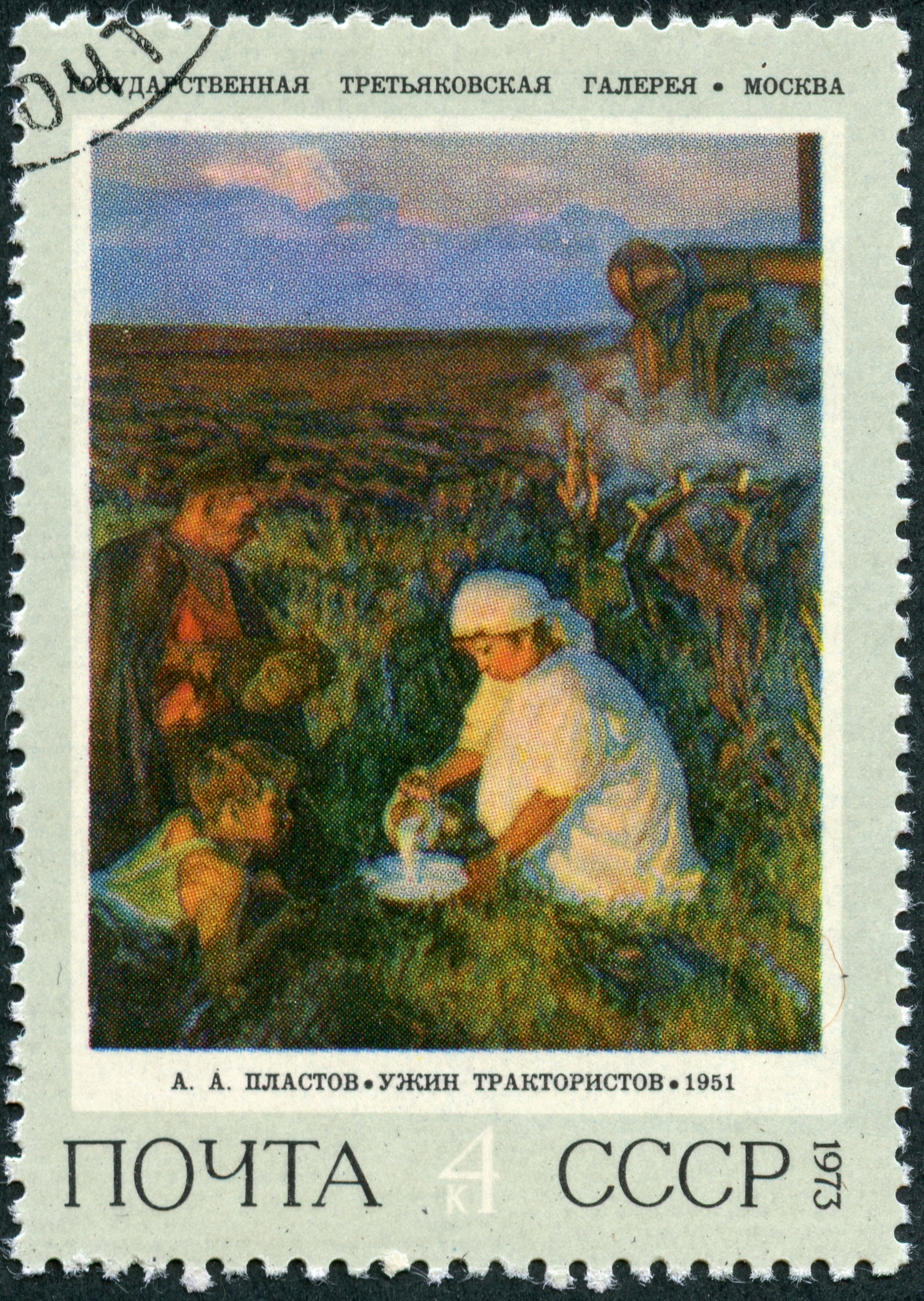
Аркадий Пластов. Ужин трактористов, 1951

- 1818 — Павел Фомин (ум. 1885), русский генерал, участник Кавказской и Крымской войн.
- 1834 — Сергей Третьяков (ум. 1892), русский предприниматель, коллекционер, меценат, младший брат Павла Третьякова.
- 1835 — Луналило (ум. 1874), король Гавайев (1873—1874).
- 1850 — Юлий Клевер (ум. 1924), российский художник, академик.
- 1852 — Лев Тихомиров (ум. 1923), российский общественный деятель.
- 1865 — Тихон (в миру Василий Иванович Беллавин; ум. 1925), патриарх Московский и всея Руси (1917—1925).
- 1868 — Теодор Уильям Ричардс (ум. 1928), первый американец, удостоенный Нобелевской премии по химии (1914).
- 1870 — Мария Якунчикова (ум. 1902), русская художница.
- 1875 — Лидия Чарская (ум. 1937), русская детская писательница и актриса.
- 1876 — Александр Динник (ум. 1950), российский и советский учёный, академик, специалист в области механики.
- 1879 — Борис Савинков (убит или покончил с собой в 1925), российский революционер, террорист, один из лидеров партии эсеров.
- 1884
  - Мамед Эмин Расулзаде (ум. 1955), азербайджанский политик, государственный и общественный деятель.
  - Теодор Хойс (ум. 1963), немецкий политик, журналист и политолог, первый федеральный президент ФРГ (1949—1959).
- 1893 — Аркадий Пластов (ум. 1972), русский советский живописец, народный художник СССР.
- 1896 — Софья Яновская (ум. 1966), математик, философ, педагог, основоположница советской школы философии математики.
- 1900 — Бетти Парсонс (ум. 1982), американская художница, скульптор, коллекционер и арт-дилер.

### XX век
- 1902

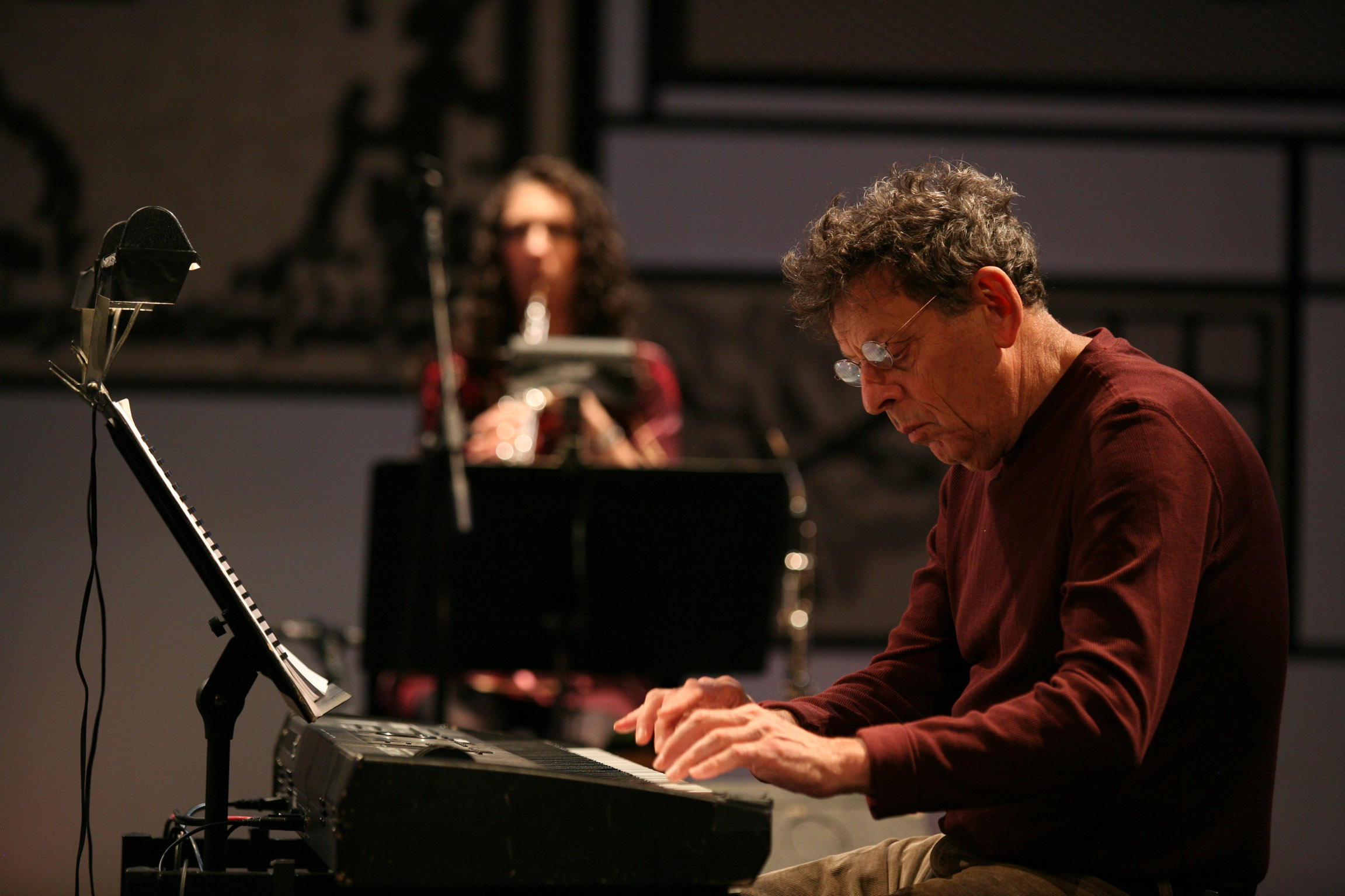
Филип Гласс. Милан, 2008

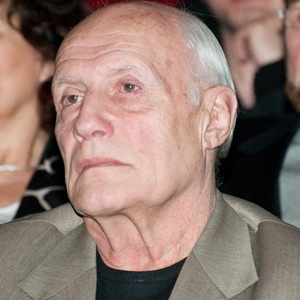
Александр Пороховщиков

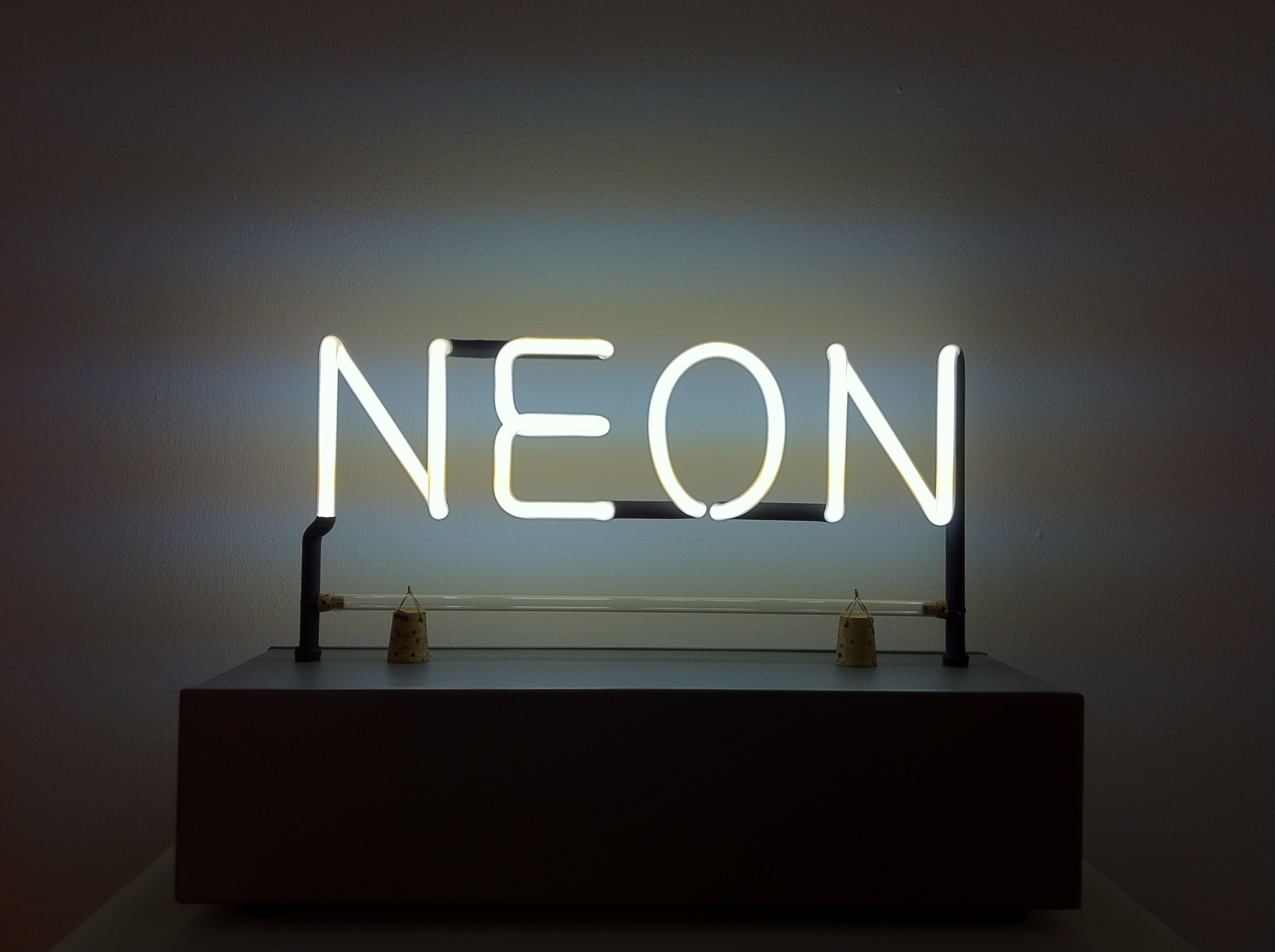
Джозеф Кошут. Neon, 2012

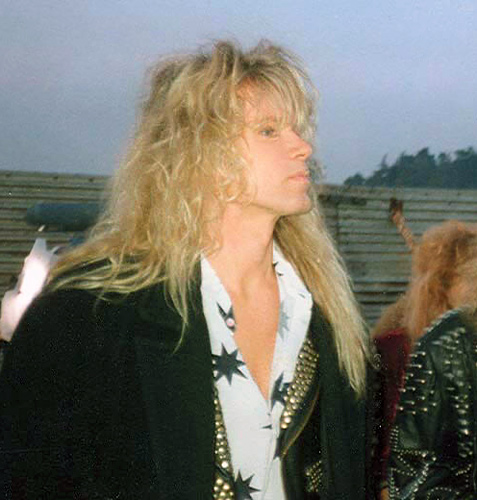
Адриан Ванденберг

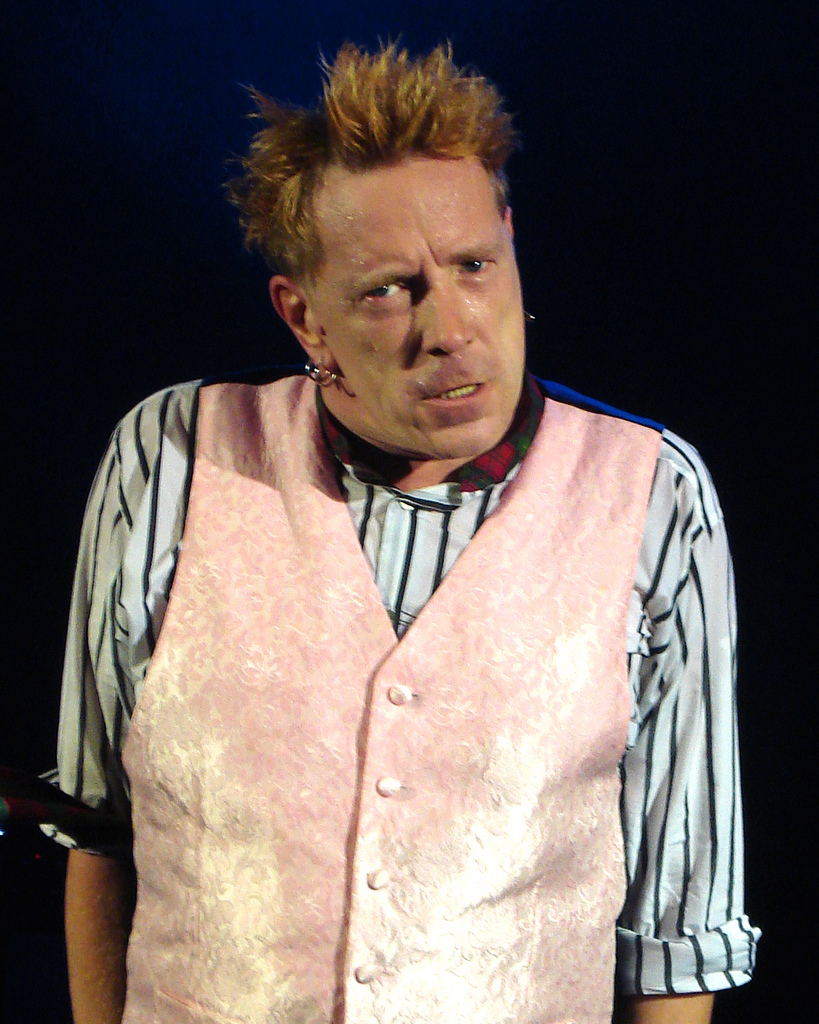
Джон Лайдон, 2008

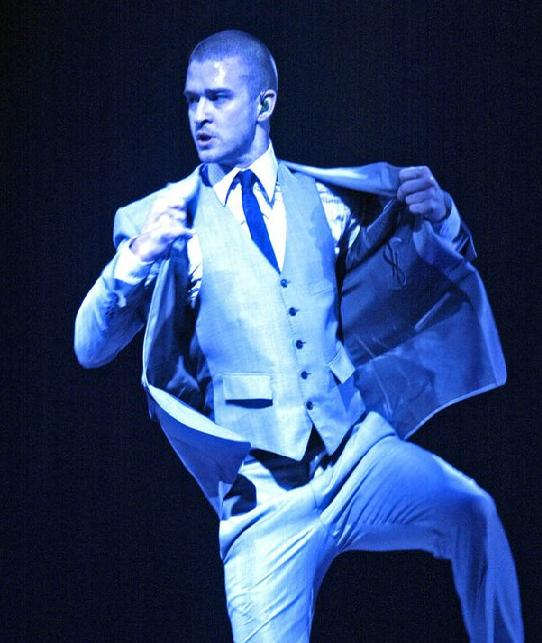
Джастин Тимберлейк, 2006

  - Алексей Грибов (ум. 1977), актёр театра и кино, педагог, народный артист СССР.
  - Альва Мюрдаль (ум. 1986), шведский дипломат, политик и социолог, лауреат Нобелевской премии мира (1982), жена экономиста Гуннара Мюрдаля.
- 1903 
  - Афанасий Белобородов (ум. 1990), советский военачальник, дважды Герой Советского Союза.
  - Ивар Юханссон (ум. 1979), шведский борец вольного и греко-римского стилей, трёхкратный олимпийский чемпион (1932, 1936)
- 1906
  - Лев Баренбойм (ум. 1985), советский музыковед, музыкальный педагог.
  - Ольга Власова (ум. 1993), актриса оперетты, театральный педагог, народная артистка РСФСР.
- 1908 — Атауальпа Юпанки (ум. 1992), аргентинский певец, гитарист, собиратель фольклора и писатель.
- 1910 — Владимир Смирнов (ум. 1988), советский геолог, академик АН СССР, лауреат Ленинской и Государственной премий.
- 1911 — Ванга (Вангелия Гуштерова; ум. 1996), болгарская ясновидящая.
- 1915 — Томас Мертон (погиб в 1968), американский поэт, богослов, католический монах, проповедник.
- 1919 — Джеки Робинсон (ум. 1972), американский бейсболист, общественный деятель.
- 1921
  - Марио Ланца (наст. имя Альфред Арнольд Кокоцца; ум. 1959), американский оперный певец (тенор) и актёр.
  - Владислав Стржельчик (ум. 1995), актёр театра и кино, народный артист СССР.
- 1923 — Норман Мейлер (ум. 2007), американский писатель, журналист, драматург, кинорежиссёр.
- 1924 — Тенгиз Абуладзе (ум. 1994), грузинский кинорежиссёр, педагог, народный артист СССР.
- 1935
  - Кэндзабуро Оэ (ум. 2023), японский писатель, лауреат Нобелевской премии (1994).
  - Ги Улленс (ум. 2025), бельгийский коллекционер и меценат, бывший бизнесмен.
- 1936 — Филипп Лоденбаш (ум. 2024), французский актёр кино, театра и телевидения.
- 1937
  - Регимантас Адомайтис (ум. 2022), советский и литовский актёр театра и кино, народный артист СССР.
  - Филип Гласс, американский композитор.
- 1938 — Беатрикс (Беатрикс Вильгельмина Армгард), королева Нидерландов (c 1980 по 2013).
- 1939 
  - Александр Пороховщиков (ум. 2012), советский и российский актёр театра и кино, кинорежиссёр, сценарист, продюсер, народный артист РФ.
  - Ефим Школьников (ум. 2009), украинский футболист и тренер.
- 1942 — Дерек Джармен (ум. 1994), британский кинорежиссёр-авангардист, сценарист, художник.
- 1945 — Джозеф Кошут, американский художник-постмодернист.
- 1950 — Александр Коржаков, сотрудник госбезопасности СССР, начальник охраны Б. Н. Ельцина, в 1997—2011 депутат Госдумы России.
- 1951 — Дэйв Бентон (наст. имя Эфрен Бенита), эстонский поп-музыкант, певец, победитель песенного конкурса «Евровидение-2001».
- 1952 — Надя Рушева (ум. 1969), советская художница-график, вундеркинд.
- 1953 — Сергей Иванов, российский государственный, военный и политический деятель.
- 1954 — Адриан Ванденберг, нидерландский гитарист, клавишник, певец, автор песен, художник, бывший участник метал-группы «Whitesnake».
- 1956
  - Вера Глаголева (ум. 2017), советская и российская актриса театра и кино, кинорежиссёр, продюсер, народная артистка РФ.
  - Джон Лайдон (или Джонни Роттен), британский рок-музыкант, автор песен, бывший фронтмен панк-группы «Sex Pistols».
- 1959 — Сергей Бабурин, российский политик, государственный и научный деятель.
- 1962 — Алексей Миллер, российский экономист, председатель правления ОАО «Газпром».
- 1964
  - Алексей Нилов, российский актёр театра и кино.
  - Джефф Ханнеман, американский соло-гитарист, один из основателей трэш-метал-группы «Slayer».
- 1965 — монсеньор Гвидо Марини, ватиканский прелат и куриальный сановник.
- 1970 — Минни Драйвер, британо-американская актриса, певица, автор песен.
- 1971
  - Патрисия Веласкес, венесуэльская актриса.
  - Ли Ён Э, южнокорейская актриса и модель.
- 1977 — Керри Вашингтон, американская актриса кино и телевидения, политическая активистка.
- 1980 — Руслан Скворцов, артист балета, премьер Большого театра, балетный педагог.
- 1981
  - Юлия Началова (ум. 2019), российская певица, актриса, телеведущая.
  - Джастин Тимберлейк, американский певец, автор песен, продюсер, танцор и актёр, лауреат четырёх премий «Эмми» и девяти «Грэмми».
- 1982 — Елена Папаризу, греческая певица, победительница «Евровидения-2005».
- 1984 — Джереми Уоринер, американский легкоатлет, трёхкратный олимпийский чемпион, 5-кратный чемпион мира.
- 1985 — Мирон Фёдоров, российский хип-хоп исполнитель, известный под псевдонимом Oxxxymiron.
- 1986 — Цинь Кай, китайский прыгун в воду, двукратный олимпийский чемпион, многократный чемпион мира.
- 1987 — Дмитрий Ильиных, российский волейболист, олимпийский чемпион (2012).
- 1990 — Якоб Маркстрём, шведский хоккеист.
- 1992 
  - Александр Логинов, российский биатлонист, чемпион мира (2020), 4-кратный чемпион Европы.
  - Тайлер Сегин, канадский хоккеист, обладатель Кубка Стэнли (2011), чемпион мира (2015).
- 1993 — Ку Пон Чхан, южнокорейский стрелок из лука, двукратный олимпийский чемпион.
- 1997 — Чо Миён, южнокорейская певица, автор песен и актриса.
- 2000 — Хулиан Альварес, аргентинский футболист, чемпион мира (2022).

### XXI век
- 2001 — Адам Сяо Хим Фа, французский фигурист, чемпион Европы в одиночном катании (2023).

## Скончались
См. также: Категория:Умершие 31 января

### До XIX века

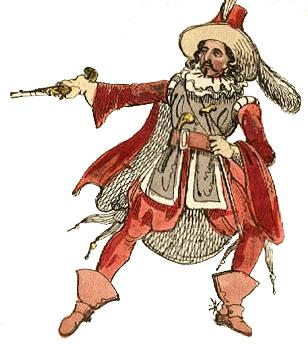
Гай Фокс, сценический костюм. 1793

- 1108 — Никита, архиепископ Новгородский, святой Русской православной церкви.
- 1606 — Гай Фокс (р. 1570), английский католик, участник Порохового заговора против короля Якова I.

### XIX век

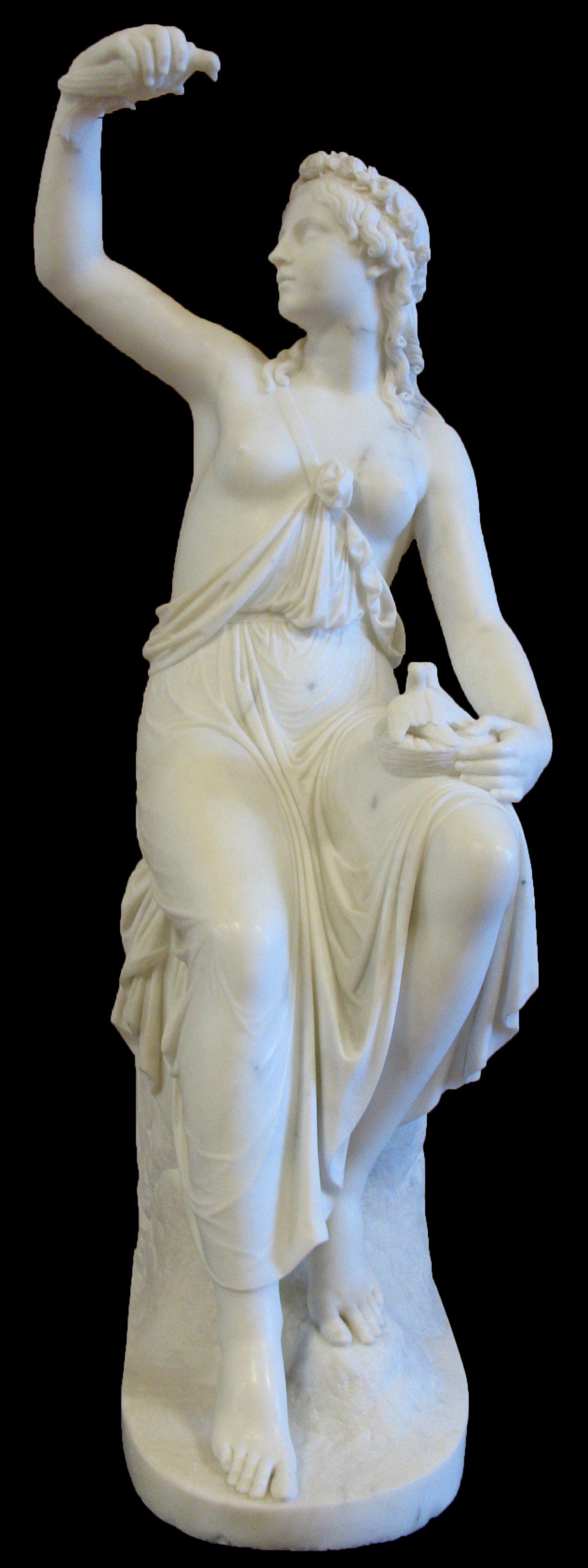
Рудольф Шадов. Девушка с голубями, 1820

- 1822 — Рудольф Шадов (р. 1786), немецкий скульптор.
- 1836 — Джон Чейн (р. 1777), британский военный врач, по имени которого назван симптом — «дыхание Чейна — Стокса».
- 1841 — Константин Бахтурин (р. 1807), русский поэт, драматург.
- 1864 — Александр Дружинин (р. 1824), русский писатель, литературный критик, переводчик.
- 1866 — Фридрих Рюккерт (р. 1788), немецкий поэт, переводчик, востоковед.
- 1873 — Андрей Жандр (р. 1789), русский драматург и переводчик.
- 1887 — Семён Надсон (р. 1862), русский поэт.
- 1882 — Джеймс Сприггс Пэйн (р. 1819), четвёртый (1868—1870) и восьмой (1876—1878) президент Либерии.
- 1888 — Джованни Боско (р. 1815), католический святой, основатель ордена салезианцев.
- 1896 — Михаил Микешин (р. 1835), русский рисовальщик, график-иллюстратор.

### XX век

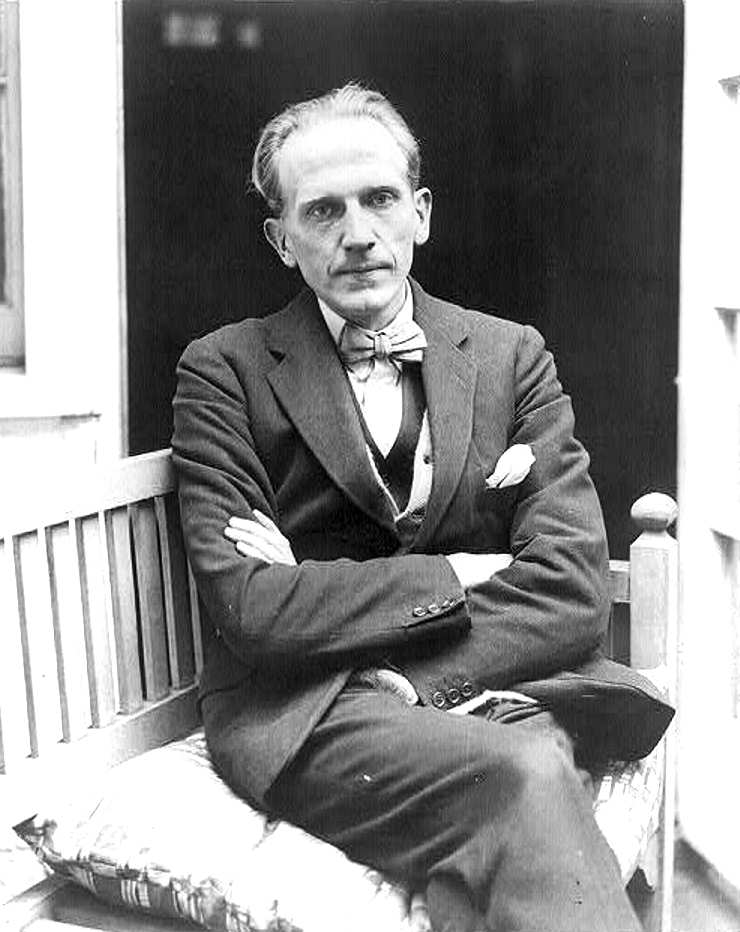
Алан Милн, 1922

- 1915 — Анатолий Стессель (р. 1848), российский генерал, комендант Порт-Артура, сдавший его в русско-японскую войну.
- 1918 — Иван Пулюй (р. 1845), украинский и австро-венгерский физик и электротехник.
- 1933 — Джон Голсуорси (р. 1867), английский писатель, лауреат Нобелевской премии (1932).
- 1943 — расстреляна Малчи Белич (р. 1908), партизанка, Народный герой Югославии.
- 1944 — Жан Жироду (р. 1882), французский новеллист, эссеист, драматург и дипломат.
- 1954 — покончил с собой Эдвин Армстронг (р. 1890), американский изобретатель, создатель важнейших типов радиоприёмников.
- 1955
  - Михаил Лозинский (р. 1886), русский советский поэт-акмеист, переводчик, теоретик перевода.
  - Джон Рэлей Мотт (р. 1865), американский общественный и религиозный деятель, лауреат Нобелевской премии мира (1946).
- 1956 — Алан Александр Милн (р. 1882), английский писатель, автор повестей о Винни-Пухе.
- 1960 — Огюст Эрбен (р. 1882), французский кубистический и абстрактный художник.
- 1962 — Власта Буриан (р. 1891), чешский актёр театра и кино.
- 1964 — Виктор Эйсымонт (р. 1904), советский кинорежиссёр.
- 1970 — Михаил Миль (р. 1909), советский учёный, конструктор вертолётов «Ми».
- 1971 — Виктор Жирмунский (р. 1891), российский и советский лингвист и литературовед.
- 1972 — Матвей Васильевич Захаров (р. 1898), маршал, дважды Герой Советского Союза.
- 1973 — Рагнар Фриш (р. 1895), норвежский экономист, лауреат Нобелевской премии (1969).
- 1975 — Анна Тимирёва (р. 1893), русская советская художница и поэтесса.
- 1976 — Эверт Тоб (р. 1890), шведский поэт, композитор и эстрадный певец.
- 1987 — Вера Анджапаридзе (р. 1900), грузинская актриса театра и кино, народная артистка СССР.
- 1994 — Эрвин Штриттматтер (р. 1912), немецкий писатель, один из крупнейших в ГДР.
- 1995 — Джордж Эбботт (р. 1887), американский писатель, сценарист, режиссёр и продюсер.

### XXI век
- 2009 — Нонна Бодрова (р. 1928), телеведущая, заслуженная артистка России, лауреат Государственной премии СССР.
- 2010 — Томас Элой Мартинес (р. 1934), аргентинский писатель и журналист.
- 2011 — Николай Доризо (р. 1923), советский и российский поэт-лирик.
- 2012 — Доротея Таннинг (р. 1910), американская художница-сюрреалист.
- 2014 — Миклош Янчо (р. 1921), венгерский кинорежиссёр и сценарист.
- 2017 — Джон Уэттон (р. 1949), британский рок-певец, гитарист, клавишник, автор песен, продюсер.
- 2018 — Леонид Каденюк (р. 1951), украинский космонавт, Герой Украины.
- 2019 — Валентина Березуцкая (р. 1932), советская и российская актриса театра и кино.
- 2021 — Андрей Грыц (р. 1949), чехословацкий и словацкий артист театра и кино.
- 2022 — Вальдемар Новицкис (р. 1956), советский и литовский гандболист и тренер, олимпийский чемпион (1988).
- 2023 — Тхай Тхи Льен (р. 1918), вьетнамская пианистка и музыкальный педагог.

## Народный календарь, приметы и фольклор Руси
Афанасий Ломонос.
- В старину на Руси поговаривали: «В Афанасьевский мороз и старик в припрыжку идёт».
- Если вороны летают и кружат стаями, то быть морозу.
- Если в полдень светит солнце, то весна будет ранняя.
- Коли на Афанасия разыграется метель, то весна будет затяжная.
- Чистый закат солнца в морозную погоду предвещает, что морозы и дальше продлятся.
- Сережки у луны предвестники пурги, вьюги и мороза.
- Подмечали: Кто до Афанасия не успел посвататься — до Масленицы свадьбу не сыграет[5].
- Ведьмы на эти морозы летают на шабаш, где память теряют от большого веселья. Поэтому в тот день занимались изгнанием ведьм[6]. Ведьма влетает в дом через трубу, но как только колдун заговорит печные трубы, посыпет на них золу из семи печей, так сразу весь дом и двор освободятся от её проказ.